# Міхал Розсівал
Міхал Розсівал (чеськ. Michal Rozsíval, нар. 3 вересня 1978, Влашим) — чеський хокеїст, захисник. Гравець збірної команди Чехії.
Володар Кубка Стенлі.

## Ігрова кар'єра
Хокейну кар'єру розпочав 1996 року в ЗХЛ.
1996 року був обраний на драфті НХЛ під 105-м загальним номером командою «Піттсбург Пінгвінс». 29 серпня 2005 як необмежено вільний агент підписав контракт з «Нью-Йорк Рейнджерс». Влітку 2008 року Розсівал уклав новий контракт з «рейнджерами» терміном на 4 роки.
У 2010 році став чемпіоном світу в складі збірної Чехії, зігравши всі 9 матчів чемпіонату в Німеччині і зробивши 2 результативні передачі. Розсівал провів на льоду найбільше часу серед всіх гравців збірної Чехії (крім воротаря Томаша Вокоуна).
10 січня 2011 був обміняний в «Фінікс Койотс» на канадського форварда Войтека Вольські. У вересні 2012 року Розсівал, будучи вільним агентом, підписав однорічний контракт з «Чикаго Блекгокс», з яким в кінці наступного сезону виграв Кубок Стенлі. В овертаймі першої гри фінальної серії Розсівал приніс «яструбам» перемогу над «Бостон Брюїнс», забивши переможний гол: після його кидка шайба, зрикошетивши від Дейва Болланда і Ендрю Шоу, влетіла в ворота голкіпера «ведмедів» Туукка Раска.
Після перемоги в фіналі Кубка Стенлі, продовжив контракт з «Чикаго» ще на 2 роки на суму 4,4 млн доларів. У 2015 знову став володарем Кубка Стенлі, але при цьому отримав травму коліна в 4 матчі серії 2 раунду проти «Міннесоти Вайлд» (4:3) і не провів більше жодного матчу в плей-оф.
Також увійшов до складу збірної Чехії на Олімпійських іграх у Сочі, де зіграв 5 матчів.
Після цього ще тричі підписував з «Яструбами» однорічні контракти.
Захищав кольори професійних команд «Піттсбург Пінгвінс», «Оцеларжи», «Пардубице», «Нью-Йорк Рейнджерс» та «Фінікс Койотс». 
Був гравцем молодіжної збірної Чехії, у складі якої брав участь у 5 іграх.

## Досягнення та нагороди
- Володар Кубка Стенлі: 2013, 2015
- Чемпіон Чехії: 2005
- Чемпіон світу: 2010
- Володар нагороди Плюс-Мінус: 2006

## Статистика

### Клубні виступи
| Сезон        | Клуб                            | Ліга         | Регулярний сезон | Регулярний сезон | Регулярний сезон | Регулярний сезон | Регулярний сезон | Плей-оф | Плей-оф | Плей-оф | Плей-оф | Плей-оф |
| Сезон        | Клуб                            | Ліга         | І                | Г                | П                | О                | ШХ               | І       | Г       | П       | О       | ШХ      |
| ------------ | ------------------------------- | ------------ | ---------------- | ---------------- | ---------------- | ---------------- | ---------------- | ------- | ------- | ------- | ------- | ------- |
| 1996–97      | «Свіфт Каррент Бронкос»         | ЗХЛ          | 63               | 8                | 31               | 39               | 80               | 10      | 0       | 6       | 6       | 15      |
| 1997–98      | «Свіфт Каррент Бронкос»         | ЗХЛ          | 71               | 14               | 55               | 69               | 122              | 12      | 0       | 5       | 5       | 33      |
| 1998–99      | «Сюрак'юз Кранч»                | АХЛ          | 49               | 3                | 22               | 25               | 72               | —       | —       | —       | —       | —       |
| 1999–00      | «Піттсбург Пінгвінс»            | НХЛ          | 75               | 4                | 17               | 21               | 48               | 2       | 0       | 0       | 0       | 4       |
| 2000–01      | «Піттсбург Пінгвінс»            | НХЛ          | 30               | 1                | 4                | 5                | 26               | —       | —       | —       | —       | —       |
| 2000–01      | «Вілкс-Барре/Скрентон Пінгвінс» | АХЛ          | 29               | 8                | 8                | 16               | 32               | —       | —       | —       | —       | —       |
| 2001–02      | «Піттсбург Пінгвінс»            | НХЛ          | 79               | 9                | 20               | 29               | 47               | —       | —       | —       | —       | —       |
| 2002–03      | «Піттсбург Пінгвінс»            | НХЛ          | 53               | 4                | 6                | 10               | 40               | —       | —       | —       | —       | —       |
| 2003–04      | «Вілкс-Барре/Скрентон Пінгвінс» | АХЛ          | 1                | 0                | 0                | 0                | 2                | —       | —       | —       | —       | —       |
| 2004–05      | «Оцеларжи»                      | ЧЕ           | 35               | 1                | 10               | 11               | 40               | —       | —       | —       | —       | —       |
| 2004–05      | «Пардубице»                     | ЧЕ           | 16               | 1                | 3                | 4                | 30               | 16      | 1       | 2       | 3       | 34      |
| 2005–06      | «Нью-Йорк Рейнджерс»            | НХЛ          | 82               | 5                | 25               | 30               | 90               | 4       | 0       | 1       | 1       | 8       |
| 2006–07      | «Нью-Йорк Рейнджерс»            | НХЛ          | 80               | 10               | 30               | 40               | 52               | 10      | 3       | 4       | 7       | 10      |
| 2007–08      | «Нью-Йорк Рейнджерс»            | НХЛ          | 80               | 13               | 25               | 38               | 80               | 10      | 1       | 5       | 6       | 10      |
| 2008–09      | «Нью-Йорк Рейнджерс»            | НХЛ          | 76               | 8                | 22               | 30               | 52               | 7       | 0       | 0       | 0       | 4       |
| 2009–10      | «Нью-Йорк Рейнджерс»            | НХЛ          | 82               | 3                | 20               | 23               | 78               | —       | —       | —       | —       | —       |
| 2010–11      | «Нью-Йорк Рейнджерс»            | НХЛ          | 32               | 3                | 12               | 15               | 22               | —       | —       | —       | —       | —       |
| 2010–11      | «Фінікс Койотс»                 | НХЛ          | 33               | 3                | 3                | 6                | 20               | 4       | 0       | 0       | 0       | 2       |
| 2011–12      | «Фінікс Койотс»                 | НХЛ          | 54               | 1                | 12               | 13               | 34               | 15      | 0       | 0       | 0       | 2       |
| 2012–13      | «Чикаго Блекгокс»               | НХЛ          | 27               | 0                | 12               | 12               | 14               | 23      | 0       | 4       | 4       | 16      |
| 2013–14      | «Чикаго Блекгокс»               | НХЛ          | 42               | 1                | 7                | 8                | 32               | 17      | 1       | 5       | 6       | 8       |
| 2014–15      | «Чикаго Блекгокс»               | НХЛ          | 65               | 1                | 12               | 13               | 22               | 10      | 0       | 1       | 1       | 6       |
| 2015–16      | «Чикаго Блекгокс»               | НХЛ          | 51               | 1                | 12               | 13               | 33               | 4       | 0       | 0       | 0       | 2       |
| 2016–17      | «Чикаго Блекгокс»               | НХЛ          | 22               | 1                | 2                | 3                | 14               | —       | —       | —       | —       | —       |
| Усього в НХЛ | Усього в НХЛ                    | Усього в НХЛ | 963              | 68               | 241              | 309              | 704              | 106     | 5       | 20      | 25      | 72      |

### Збірна
| Рік                | Команда            | Турнір             | Місце              | І  | Г | П | О | ШХ |
| ------------------ | ------------------ | ------------------ | ------------------ | -- | - | - | - | -- |
| 1996               | Чехія              | ЮЧЄ18              | 5-е                | 5  | 0 | 1 | 1 | 10 |
| 2008               | Чехія              | ЧС                 | 5-е                | 4  | 0 | 0 | 0 | 0  |
| 2010               | Чехія              | ЧС                 | 1                  | 9  | 0 | 2 | 2 | 4  |
| 2014               | Чехія              | ОІ                 | 6-е                | 5  | 0 | 0 | 0 | 0  |
| Молодіжна збірна   | Молодіжна збірна   | Молодіжна збірна   | Молодіжна збірна   | 5  | 0 | 1 | 1 | 10 |
| Національна збірна | Національна збірна | Національна збірна | Національна збірна | 18 | 0 | 2 | 2 | 4  |